# Чрезвычайная следственная комиссия для расследования нарушений законов и обычаев войны австро-венгерскими и германскими войсками
Чрезвыча́йная сле́дственная коми́ссия для рассле́дования наруше́ний зако́нов и обы́чаев войны́ а́встро-венге́рскими и герма́нскими войска́ми (в официальных публикациях значилась сокращенно как Чрезвычайная Следственная Комиссия, также использовалось сокращение ЧСК) — чрезвычайный судебно-следственный орган, занимавшийся расследованием военных преступлений, совершенных противниками России в Первой мировой войне в отношении подданных Российской империи (затем граждан Российской республики) и российских военнопленных. Комиссия функционировала в 1915—1918 годах, опрашивая очевидцев военных преступлений, изучая публикации печати, проводя экспертизы и публикуя отчеты (носившие пропагандистский характер с целью воодушевления общества на продолжение участия России в войне). Подавляющее большинство случаев военных преступлений, выявленных комиссией, относилось к применению разрывных пуль.
После Февральской революции комиссия продолжила работу пока не была распущена советской властью.

## Название
Комиссия официально называлась:
- С 4 мая по 9 ноября 1915 года — «Чрезвычайная следственная комиссия для расследования нарушений законов и обычаев войны австро-венгерскими и германскими войсками»;
- С 9 ноября 1915 года — «Чрезвычайная следственная комиссия для расследования нарушений законов и обычаев войны австро-венгерскими и германскими войсками и войсками, действующими в союзе с Германией и Австро-Венгрией».

В официальных изданиях Комиссии использовалось обозначение — «Чрезвычайная Следственная Комиссия». Посол России во Франции С. Д. Сазонов называл комиссию «ЧСК». Историки (кандидат исторических наук А. Б. Асташов и кандидат исторических наук В. Б. Аксёнов) используют обозначение — «Чрезвычайная следственная комиссия».

## Предыстория
Начавшаяся Первая мировая война привела к оккупации части территории Российской империи. Уже в 1914 году немецкими войсками была оккупирована часть Царства Польского, а османские войска захватили часть Закавказья. В 1915 году российские войска вытеснили турок из Российской империи, но немецко-австрийские войска оккупировали все Царство Польское, Курляндию, Литву и Западную Белоруссию. В результате боевых действий к концу 1915 года в руках противника оказались значительные территории Российской империи, а также сотни тысяч русских военнопленных. Первая мировая война привела к очень активному взаимодействию действующих армий и многочисленного гражданского населения. Доктор исторических наук Александр Асташов отметил, что в предыдущих маневренных войнах войска и службы обеспечения были самодостаточными и от населения мало зависели (кроме периодов затишья). Протяженность фронта только на западных границах России составляла 1400 км и ещё 700 км был Кавказский фронт. Только на западных окраинах России во время войны проживали более 28 млн человек.
Уже в первые недели войны в воюющих странах стали создавать специальные комиссии, которые документировали «зверства» противника. В Бельгии такая комиссия («Commission d’enquête, instituée par le gouvernement belge sur la violation des règles du droit des gens, des lois et des coutumes de la guerre») была образована 8 августа 1914 года. Во Франции аналогичная комиссия («Commission instituée en vue de constater les actes commis par l’ennemi en violation du droit des gens») была создана 23 сентября 1914 года. В Англии, не подвергшейся оккупации, такая Комиссия («The Committee on Alleged German Outrages» или «Bryce Committee») была образована 15 сентября 1914 года. В Германии такая Комиссия («Militäruntersuchungsstelle für Kriegsrechtsverletzungen») была образована 19 октября 1914 года. В комиссии включали видных юристов и известных общественных деятелей.
В 1914—1915 годах были опубликованы материалы, собранные комиссиями (бельгийской и французской) о немецких преступлениях на территории Бельгии и Франции. При этом французский отчет был также опубликован (на русском языке) в Петрограде. Результаты работы комиссий использовались пропагандой. Так, вторая после начала войны волна разоблачения «вражеских зверств» была проведена с целью нейтрализации пацифистских настроений периода рождественских братаний 1915 года.
В России в первые месяцы войны аналогичную комиссию не создавали, хотя власти стремились привлечь внимание к военным преступлениям в отношении подданных Российской империи. Уже 24 августа 1914 года вышло официальное сообщение правительства России о жестоком обращении в отношении русских в Германии. Кроме того, местные власти регистрировали случаи жестокого обращения противника в прифронтовых районах и фиксировали материальные убытки от войны. Печать также с первых месяцев войны проявляла интерес к проблеме военных преступлений противника. Уже осенью 1914 года сообщения прессы о зверствах противника компилировались в специальные книжки, некоторые из которых были позднее переизданы
Кроме того, с конца 1914 года на Восточном фронте также начались братания. В декабре 1914 года на Северо-Западном фронте по инициативе немцев прошли братания с солдатами 249-го пехотного Дунайского и 235-го пехотного Белебеевского полков. В ответ приказом по 1-й армии было предписано стрелять по участникам братания, «а равно расстреливать и тех, кто вздумает верить таким подвохам и будет выходить для разговоров с нашими врагами». На Пасху 1915 года братания заключались в выходе из окопов, христосовании, взаимном угощении папиросами и сигарами, а в одном случае (с участием офицеров) братующиеся устроили соревнованием хоров с обеих сторон и общие пляски под немецкую гитару. Летом 1915 года братания шли на участке фронта против австрийцев.

## Создание Комиссии
9 апреля 1915 года Николай II утвердил законопроект о создании специальной комиссии по изучению зверств противника. 4 мая 1915 года Комиссия начала работать.

## Состав Комиссии

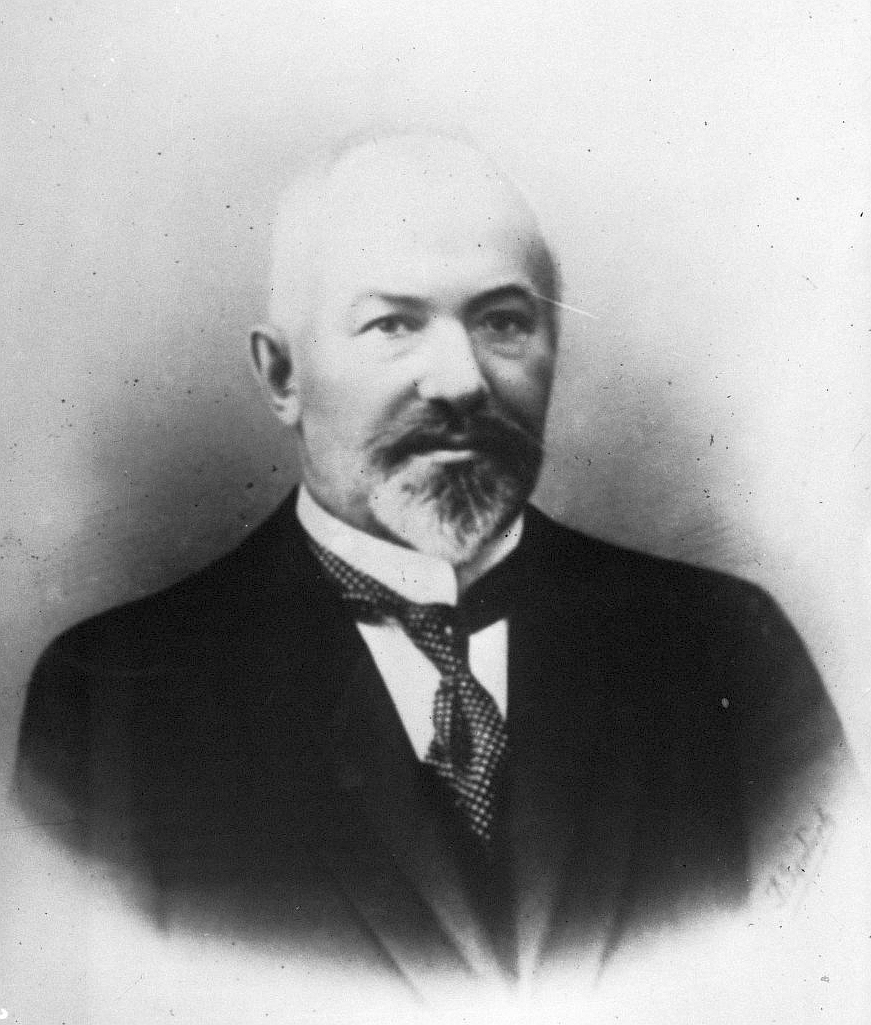
Иван Щегловитов

Первый состав Комиссии лично подобрал министр юстиции И. Г. Щегловитов. В Комиссию вошли 8 человек:
- Первоприсутствующий (председатель комиссии) — сенатор А. Н. Кривцов;
- Член комиссии от Государственного совета по выборам — И. А. Шебеко;
- Член комиссии от Государственной Думы Российской империи — Е. П. Ковалевский;
- Члены комиссии от гражданского судебного ведомства — член Петроградской судебной палаты В. Д. Олышев и судебный следователь по особо важным делам Петроградского окружного суда Н. А. Машкевич;
- Члены комиссии от военной юстиции — судья Одесского военно-окружного суда генерал-майор А. И. Семашко и постоянный член Главного военного суда генерал-лейтенант С. Ф. Креховецкий-Ющенко;
- Член комиссии от министерства иностранных дел — прикомандированный к дипломатической канцелярии при штабе Верховного Главнокомандующего С. Д. Боткин.

## Аппарат Комиссии
Комиссия включала три делопроизводства:
- 1-е делопроизводство (4 отдела) — расследование нарушений по отношению к военнослужащим русской армии:
  - отдел «А» — преступления против войск на поле боя (употребление разрывных пуль, зажигательных бомб, удушливых газов);
  - отдел «Б» — преступление против войск после боя (добивание раненных или неоказание им помощи, мародерство);
  - отдел «В» — «зверства» в отношении военнопленных;
  - отдел «Г» — преступления в зоне боевых действий (отравление колодцев, сбрасывание отравленных предметов).
- 2-е делопроизводство расследовало нарушения Женевской конвенции 1906 года в отношении санитарных учреждений;
- 3-е делопроизводство (2 отдела) занималось преступлениями против мирного населения:
  - отдел «А» — в отношении отдельных мирных жителей;
  - отдел «Б» — в отношении общественной безопасности (бомбежки, грабежи, оскорбление святынь).

## Функции Комиссии
Комиссия выполняла следующие функции:
- Сбор и обнародование сведений о военных преступлениях, совершенных противниками России;
- Опровержение ложных обвинений в военных преступлениях, которые противники России выдвигали в отношении Русской армии (с декабря 1915 года).

### Сбор сведений о военных преступлениях противников России
Комиссия собирала сведения о военных преступлениях из следующих источников:
- От военных чинов, представителей военной и гражданской властей. В том числе опрашивали раненых, а также вернувшихся из плена (бежавших или отпущенных как инвалидов);
- Из Министерства иностранных дел;
- От персонала лечебных заведений;
- От духовенства;
- Из печатных СМИ (в том числе из обзоров иностранной печати, подготовленных в иностранном отделе Главного управления по делам печати министерства внутренних дел);
- По личным заявлениям подданных;
- От военнопленных вражеских армий — преимущественно славян;
- Из трофейных документов.

Было большое число российских подданных, которые были интернированы властями Германии и Австро-Венгрии и позднее отпущены на Родину. В российских националистических изданиях много писали о жестоком обращении с ними со стороны немцев. Однако эта категория почти не опрашивалась Комиссией. В фонде Комиссии сохранились дела только двух интернированных русских, которые вернулись позже большинства остальных интернированных: консула в Кёнигсберге З. М. Поляновского (отпущен в октябре 1915 года) и А. Алёхина (отпущен в начале 1916 года).
На практике основным источником сведений о военных преступлениях стали печатные издания, которые в свою очередь получали данные из армейских
официальных источников. При этом фронтовые журналисты с самого начала войны находились в условиях военной цензуры и весьма ограниченного допуска в прифронтовую полосу.
Цензурные ограничения были ещё до войны. Формально в 1905—1906 годах в Российской империи отменили предварительную цензуру печати, но практиковали давления на издателей за публикации: штрафы, изъятия тиражей и аресты как редакторов, так и издателей. В частности, за 1913 год в Российской империи были закрыты 20 газет. С началом войны предварительная цензура была официально восстановлена. Уже 20 июля 1914 года было введено «Временное положение о военной цензуре», которое предусматривало:
- Предварительный просмотр всех произведений печати в местах военных действий;
- Частичный просмотр всех печатных изданий вне мест военных действий.

«Временное положение о военной цензуре» возлагало цензурные обязанности на военные власти. В марте 1916 года Государственная дума распространила цензуру на всю территорию Российской империи. В результате, газеты часто выходили с белыми полосами. Кроме того, многие газеты заводили рубрику «Слухи и вести».
Помимо цензуры сбору информации журналистами мешали ограничения допуска корреспондентов во фронтовую полосу. «Положение о военных корреспондентах в военное время» (1912 года) и «Временное положение о военной цензуре» устанавливали следующее:
- В зону боевых действий допускаются лишь 20 корреспондентов (включая 10 иностранных), которым разрешено пользоваться фотокамерами. Кроме них фотографии на фронте имели право делать только 3 военных фотографа.

На практике военные власти стремились вовсе не пускать журналистов в действующую армию. Так, генерал Н. Н. Янушкевич после вступления в должность начальника Генерального штаба направил начальникам военных округов следующую телеграмму:

Корреспонденты в армию допущены не будут
Верховный главнокомандующий великий князь Николай Николаевич первоначально отклонял просьбы издателей о разрешении их корреспондентам выехать на фронт. Только 26 сентября 1914 года 12 корреспондентам (включая 6 иностранцев) разрешили отправиться на фронт на две недели. Следующей группе журналистов разрешили выезд в армию только в июне 1915 года.
В результате, периодическая печать получала сведения о событиях на фронте от офицеров, среди которых было много фотолюбителей. Схема была следующей. В армии были «полковые» фотографы, которые вели фотолетопись тех или иных войсковых подразделений. Напечатанные фотографии офицеры высылали своим родным в письмах. Родственники офицеров за деньги эти фотографии продавали иллюстрированным журналам. Часто фотографии были постановочными, а то и просто инсценировками. Кандидат исторических наук Владислав Аксенов приводит в качестве примера фото со спины немецких разведчиков в укрытии, сделанное с расстояния нескольких метров. Это была явная инсценировка.
Власти запрещали публиковать в печати письма и воспоминания бывших пленных «ввиду возможного соблазнительного воздействия на других».
Фактически Комиссия расследовала достоверность сведений, полученных из печати. Также часто опрашивались вернувшиеся из плена. На 1 июля 1916 года было допрошено 6375 инвалидов и 1586 бежавших из плена.
Выявленных свидетелей опрашивали под присягой в присутствии священника, который получал за это 3 — 5 рублей. К концу ноября 1915 года было допрошено 2494 свидетеля, которые оставили 6489 страниц протоколов.
Сбор осуществлялся с помощью местных властей. Губернаторы, начальники областей и градоначальники должны были «в безотлагательном производстве через подведомственных чинов полиции» организовать опросы раненых и беженцев. Губернаторы и градоначальники предписывали проводить опросы уездным земским управам и уездным исправникам. Со своей стороны, уездные земские управы и уездные исправники запрашивали сведения о свидетелях военных преступлений в различных обществах помощи беженцам и раненым. В частности, опросные листы были направлены в Польский комитет в Москве по оказанию помощи жертвам войны, а также в местные отделения Союза помощи больным и раненым воинам. После опроса общества возвращали опросные листы обратно в канцелярию для дальнейшей отправки в ЧСК.
В архиве канцелярии московского губернатора сохранились два варианта опросных листов - для беженцев и для воинских чинов. Опросный лист для беженца включал 20 вопросов, среди которых (помимо информации о самом беженце) был список преступлений, которые беженец мог видеть или пострадать от них:
- применение врагом разрывных пуль и удушливых газов;
- злоупотребление белым флагом;
- ограбление и добивание раненых;
- обстрел санитарных пунктов;
- выставление мирных жителей в качестве прикрытия;
- насильственный призыв и привлечение на работы;
- изнасилования;
- ограбления;
- надругательство и уничтожение храмов и святынь.

Опросный лист для воинского чина состоял из 12 вопросов, которые в основном касались преступлений на фронте. Опросный лист могли заполнять сами очевидцы, либо полицейские со слов очевидцев.
При опросе полицейские порой опускали подробности, которые считали лишними. Это не нравилось руководству Комиссии. Глава ЧСК А.Н. Кривцов указывал в письме губернаторам:

в некоторых случаях полицейские чины, составляя... протоколы, излагают в них показания потерпевших и свидетелей без указания - где именно, когда и при каких обстоятельствах имело место то или иное... нарушение неприятелем законов и обычаев войны
Иногда свидетели и жертвы немецко-австрийских преступлений записывали свои показания в виде подробных рассказов. В частности, в 2020 году историк И. К. Богомолов опубликовал сохранившийся в архиве собственноручно записанный подробный рассказ подпрапорщика 7-го Туркестанского стрелкового полка Ивана Андреевича Назарова, в августе 1914 года попавшего в плен в Восточной Пруссии и в августе 1915 года отпущенного немцами в Россию.
Также направлялись запросы в Красный Крест — о фактах обстрелов медицинских учреждений. Армейское командование не желало предоставлять Комиссии документы по причине секретности и недостаточного доверия Комиссии, которая порой изучала нарушения законов и обычаев ведения войны в том числе со стороны русской армии.
Для проверки проводились экспертизы, в том числе силами лабораторий университетов. Зачастую эти экспертизы показывали недостоверность сведений о военных преступлениях. Так, экспертизы университетских лабораторий не обнаружили повреждений тел убитых, указывающих на издевательства над трупами. «Баллоны с отравляющим газом» оказались начинены светильным газом для прожекторов. Химическая, бактериологическая и экспериментальная (на животных) экспертизы «не обнаруживали действия вредных веществ» в предположительно отравленных конфетах и чесноке, сброшенных самолётами противника. Экспертизы проводили также местные органы власти (по запросу Комиссии), привлекая к ним врачей и фотографов. За участие в экспертизах врачи и фотографы получали деньги.
Собранный материал по каждому эпизоду оформлялся в виде дела. Каждое дело обычно состояло из 2 — 5 листов. Затем дело обсуждалось на заседании комиссии, где подвергалось «тщательному расследованию». За одно заседание Комиссия рассматривала 100—300 дел.

### Распространение сведений о зверствах немцев и их союзников в России
Комиссия занималась распространением сведений о зверствах немцев и их союзников среди армии и населения России. Способы распространения были следующие:
- Музей при Комиссии;
- Лекции. Их проводило для молодёжной аудитории общество «Маяк»;
- Проповеди служителей Русской православной церкви. Синод в марте 1916 года поручил епархиальным преосвященным «преподать благословение пастырям церкви, чтобы они в своих проповедях и собеседованиях с прихожанами и воинами рассказывали о тех исключительных тяжелых условиях, в коих находятся наши военнопленные» с использованием трудов Комиссии.

Комиссия вела переговоры с кинофирмой Б. С. Глаголина «Русская Лента» о производстве фильмов для «популяризации материалов» комиссии. Пропаганда Комиссии встретила сопротивление в армии, командование которой предпочитало использовать материалы Комиссии, но не допускать её представителей до чтения лекций военнослужащим. Лекции для военных Комиссия получила право провести только в апреле 1916 года и лишь в гвардейских частях Петроградского военного округа.

## Количество рассмотренных дел
До 1 января 1916 года Комиссия расследовала 7413 случаев. За период с 1 января по 1 июля 1916 года Комиссия расследовала 3894 случаев военных преступлений. Всего по состоянию на 1 июля 1916 года Комиссия расследовала 11307 случаев:
- По 1-й группе — 8807 случаев;
- По 2-й группе — 1114 случаев;
- По 3-й группе — 1386 случаев.

## Выявленные преступления немцев и их союзников
Согласно материалам Комиссии противник нарушил следующие международные документы:
- Женевскую конвенцию 1864 года;
- Петербургскую декларацию 1868 года;
- Гаагские декларации 1899 и 1907 годов.

В материалах Комиссии были зафиксированы следующие преступления со стороны противника:
- По отношению к русской армии, совершенные на поле боя: применение разрывных, стеклянных, отравленных (иногда с разрывным эффектом) пуль; использование удушливого, машинного и слезоточивого газов (непосредственно или с помощью снарядов и пуль); применение пуль и снарядов, начиненных горючим веществом, серной или синильной кислотой, серных зажигательных шпилек, огнеметов, отравленных штыков; разбрасывание летчиками бомб, начиненных мелким рубленным железом, палочек и папирос, начиненных взрывчатыми веществами; распространение в зоне боевых действий напитков и маринованных фруктов, отравленных ядами, предметов и продуктов, зараженных холерой, сапом и сибирской язвой; отравление сена, колодцев, рек; злоупотребление белым флагом и флагами других государств (например Швеции); нанесение на немецкие самолёты русских опознавательных знаков, переодевание в форму русской армии, обстрел и взятие в плен парламентеров, выставление пленных для прикрытия атаки, после боя расстрел или добивание штыками, убийства, совершенные (в том числе санитарами) с помощью особых палиц сдающихся в плен и раненых, надругательство над трупами (выставление трупа на кол между проволочными заграждениями или головы на колу плетня), надругательство над пленными (выставление раздетыми донага перед окопами);
- По отношению к пленным вне боевой обстановки: неоказание помощи раненым, побои (в том числе смертельные), избиения, расстрел, сожжение, утопление, зарывание в землю по пояс, погребение заживо, истязание, растерзание, изуродование, изувечение пальцев рук, ног, ушей, носа, щек, языка, губ, половых органов, ослепление, прижигание тела, вырезание горла, грудей, снятие скальпа, распятие;
- В лагерях для военнопленных: жестокое обращение, расстрелы, сожжение, отравление, принуждение к военным работам, вербовка для службы в собственной армии или армиях союзников, унижение офицеров (срезание погон, принуждение к работам);
- В отношении неприкосновенности санитарных организаций: обстрелы, избиения, изнасилования сестер милосердия;
- В отношении мирных жителей: ограбление, взятие в плен и на военные работы, жестокое обращение (в том числе избиение женщин и детей), изнасилование женщин, бомбежки местности, осквернение церквей и религиозных святынь.

Большое разнообразие выявленных нарушений не означало, что все они были массовыми. Подавляющее большинство нарушений — применения разрывных пуль и нарушения в отношении военнопленных. По данным кандидата исторических наук А. Б. Асташова, 64 % выявленных случаев — применение разрывных пуль (применение подтверждали фронтовые врачи). На втором месте по количеству были нарушения в отношении военнопленных.

## Международное взаимодействие
Комиссия пыталась наладить контакты с аналогичными комиссиями и общественными деятелями нейтральных стран (например, с профессором Лозаннского университета Р. А. Рейссом, который расследовал нарушения австро-германцев на Сербском фронте), но эти попытки были отвергнуты.
Контакты с аналогичными комиссиями союзников России Комиссия поддерживала, а в июне 1917 года предложила организовать международное совещания комиссий союзников «на предмет согласования фактических данных и выработки окончательных выводов относительно характера и значения нарушений с точки зрения международного права». При поддержке Министерства иностранных дел Российской империи в Комиссию поступали материалы от аналогичных союзнических комиссий.

## Публикация печатных материалов Комиссии и их распространение
Публикация материалов Комиссии была главным направлением её деятельности. Публикацию торопили государственные чиновники. Посол России во Франции С. Д. Сазонов просил председателя А. Н. Кривцова как можно быстрее опубликовать сводку нарушений со стороны противника:

…ибо в глазах нейтральных правительств и общественного мнения, документ, исходящий от ЧСК, несомненно, представлял бы несравненно больший вес и значение как обеспечивающий полное беспристрастие…
Комиссия начала публиковать материалы с весны 1916 года. Публикации Комиссии включали:
- «Материалы» («труды», 45 выпусков с пропусками);
- Тематические подборки «для армии и народа» («Из жизни наших героев воинов», 5 книжек по 300 тыс. экземпляров каждая);
- «Обзоры» — официальных отчетов Комиссии (2 тома за период до июля 1916 года, изданные на начало 1917 года тиражом 3 млн экземпляров).

Материалы Комиссии рассылались в России:
- Правительственным учреждениям;
- В армию — через штабы;
- Населению — через газеты, начальство губерний и областей, земские управы, директоров народных училищ, учебные заведения, епархиальные училищные советы и православные приходы.

Все материалы Комиссии переводились на основные европейские языки. При помощи Министерства иностранных дел издания Комиссии распространялись среди глав государств, членов парламентов, министров, глав местных администраций, ученых, общественных организаций, публицистов Европы, Северной и Южной Америки, Японии и Китая.
Комиссия признавала, что публикация преследует в том числе цель недопущения преждевременного прекращения войны. Во втором томе «Обзора» указывались цели публикации:
- «для правильного освещения войны»;
- для «влияния на общественное мнение, укрепления сознания недопустимости преждевременного мира с Германией и ее союзниками»;
- для разоблачения «обмана»;
- для распространения информации в нейтральных странах, «слишком односторонне осведомленных».

## Критика со стороны современников
Подробные описания зверств со стороны противника вызвали появление сатирических отзывов со стороны читателей-современников. Б. Мирский (Б. С. Миркин-Гецевич) в журнале «Новый Сатирикон» в апреле 1916 года опубликовал памфлет «Фабрика ангелов», в котором перечислил ужасы из изданий Комиссии (в частности, отрезание кончика языка) и сравнил подачу материала в изданиях Комиссии с приемами продавца, «без устали торгующего в лавке и потешающего покупателей веселыми прибаутками»:

Что прикажете? Все, сударь, в нашем торговом доме имеется. Отрезанного язычка не желаете?… Самый свежий, последнего присыла… Вот, пожалуйте: пехотинцы за шеи повешены, на поясах болтаются — лица страшенные, черные, языки повысунуты. У одного солдата нос отрезан, у другого ухо, а у третьего глаза выколоты и в одном глазу германский штык торчит…

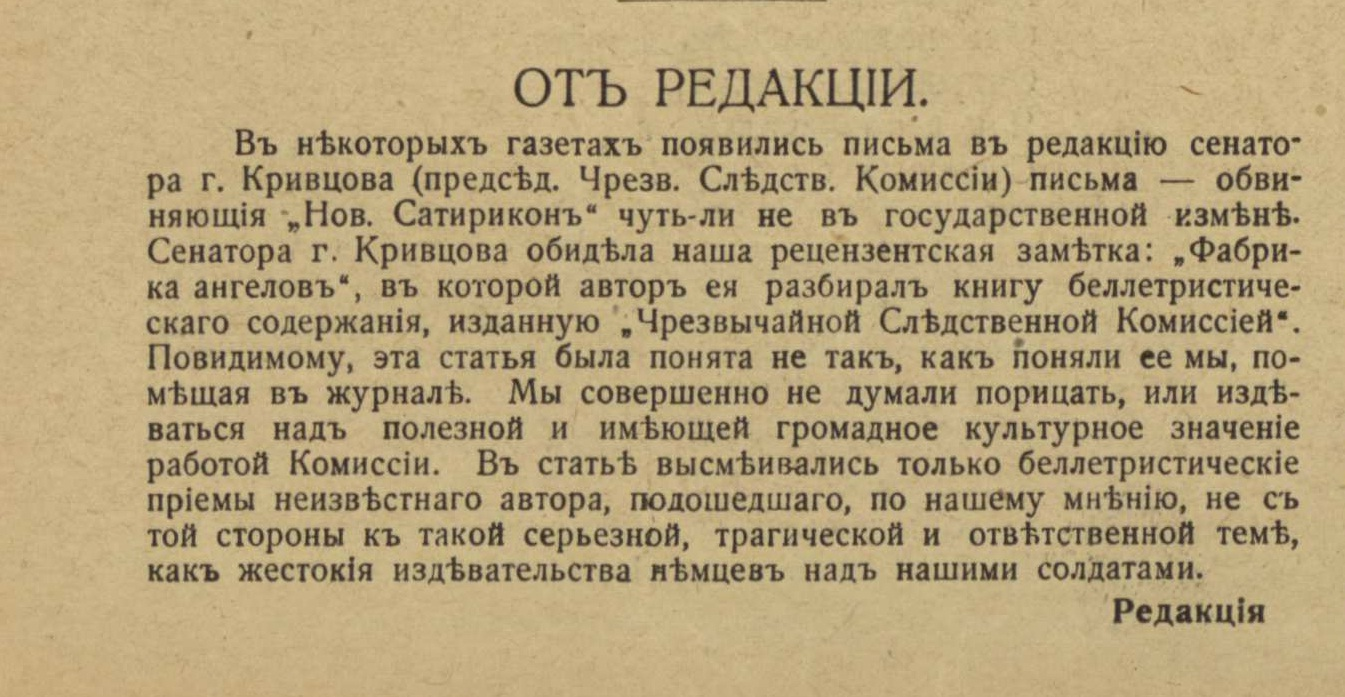
Ответ редакции «Нового Сатирикона» на письмо председателя Чрезвычайной следственной комиссии А. Кривцова в связи со статьей Б. Мирского

Статья Мирского была охарактеризована Комиссией как «глумление», «издевательство» над действиями Комиссии «с явной целью подорвать доверие к ее изданиям», как «покушение не только на правительство, но и на само государство». Редакция «Нового Сатирикона» утверждала, что в статье Мирского высмеивались только беллетристические приемы неизвестного автора, «подошедшего… не с той стороны к такой серьезной, трагической и ответственной теме, как жестокие издевательства немцев над нашими солдатами». Впрочем, 7 июня 1916 года Б. Мирский был выслан из Петрограда.

## Деятельность Комиссии после свержения монархии
Февральская революция привела к тому, что Комиссия стала расследовать преступления также внутренних врагов:
- «зверства ленинцев» (якобы у них были отравленные пули);
- «зверства буржуазии», ввергнувшей страну в «империалистическую войну».

Кроме того, после Февральской революции появились новые органы, расследовавшие деятельность царских властей. В частности, была создана Чрезвычайная следственная комиссия Временного правительства. В эти органы писали жалобы о «зверствах» войны бывшие военнопленные, солдаты с фронта. Всероссийское общество помощи военнопленным в качестве «жертв войны» поставило вопрос сначала об уплотнении, а затем о выселении Комиссии из здания Сената.

## Ликвидация Комиссии
По декрету Совета народных комиссаров «О суде» Комиссия была формально закрыта, но фактически продолжила работу. Последнее заседание Комиссия провела 12 июня 1918 года.

## Восприятие деятельности Комиссии в российской армии
Несмотря на публикации Комиссии о «зверствах» противника братания на фронте с немцами и австрийцами в 1915—1916 годах не только продолжались, но и становились все более массовыми. Кандидат исторических наук Александр Асташов отмечал, что «с осени 1915 г, с началом позиционной войны, братания происходили уже во многих пехотных частях». В декабре 1915 года было дело форта Франц в 55-м пехотном Сибирском полку на Западной Двине, где стрелки 4-го батальона условились с германцами «жить в дружбе», без предупреждения никогда не тревожить друг друга, не стрелять и не брать пленных. Стрелки полка (с участием офицеров и ведома командира батальона) ходили днем ходили к немцам, получали от них гостинцы. В ходе разведки применяли практику «бескровного захвата»: обменивались военнопленными. На Пасху 1916 года (она совпала с вражеским праздником, отмечавшимся 10 апреля) в братаниях участвовали десятки полков, артиллерийских батарей и железнодорожных батальонов Северного и Юго-Западного фронтов.

## Список изданий Комиссии
- Обзор действий Чрезвычайной Следственной Комиссии. С 29 апреля 1915 г. по 1 января 1916 г.. — Петроград: Сенатская типография, 1916. — Т. 1. — С. 25.
- Жизнь русских воинов в плену. — Петроград, 1916. — 18 с.
- Погожев Е.Н. В аду немецкого плена. Из жизни наших героев воинов : Описан. здесь случаи нем. зверств взяты из подлин. дел Чрезв. следств. комис.. — Петроград, 1916. — 32 с.
- В борьбе с немцем; Горе пленным. Из жизни наших героев воинов : Описан. здесь случаи нем. зверств взяты из подлин. дел Чрезв. следств. комис.. — Петроград, 1916. — 32 с.
- В лапах у немца; Ефрейтор Самарцев в немецком плену; Подвиг русского солдата. Из жизни наших героев воинов : Описан. здесь случаи нем. зверств взяты из подлин. дел Чрезв. следств. комис.. — Петроград, 1916. — 32 с.
- Как я стал инвалидом; Злом за добро; Бог покарал, бог и помиловал; Рассказ про солдата Пуговкина. Из жизни наших героев воинов : Описан. здесь случаи нем. зверств взяты из подлин. дел Чрезв. следств. комис.. — Петроград, 1916. — 32 с.
- О позоре плена и о муках в германской неволе. Из жизни наших героев воинов : Описан. здесь случаи нем. зверств взяты из подлин. дел Чрезв. следств. комис.. — Петроград, 1916. — 32 с.
- Истязания и убийства русских раненых воинов. — Петроград, 1916. — 27 с.
- Наши военнопленные в Германии и Австро-Венгрии. — Петроград: Сенатская типография, 1917. — 49 с.
- Об уничтожении госпитального судна-парохода «Портюгаль». — Петроград, 1916. — 32 с.
- Осквернение икон и святынь. — Петроград, 1916. — 20 с.
- Потопление госпитального судна «Вперед». — Петроград, 1916. — 21 с.
- Русские в плену у австрийцев. — Петроград, 1916. — 32 с.
- Русские в плену у германцев. Приложение к журналу «Церковные ведомости». 1916. № 26. — Петроград, 1916. — 24 с.

## Документы Комиссии
Документы Чрезвычайной следственной комиссии хранятся в Российском государственном военно-историческом архиве (фонд № 13156).

## Использование материалов Чрезвычайной следственной комиссии советской пропагандой в годы Великой Отечественной войны

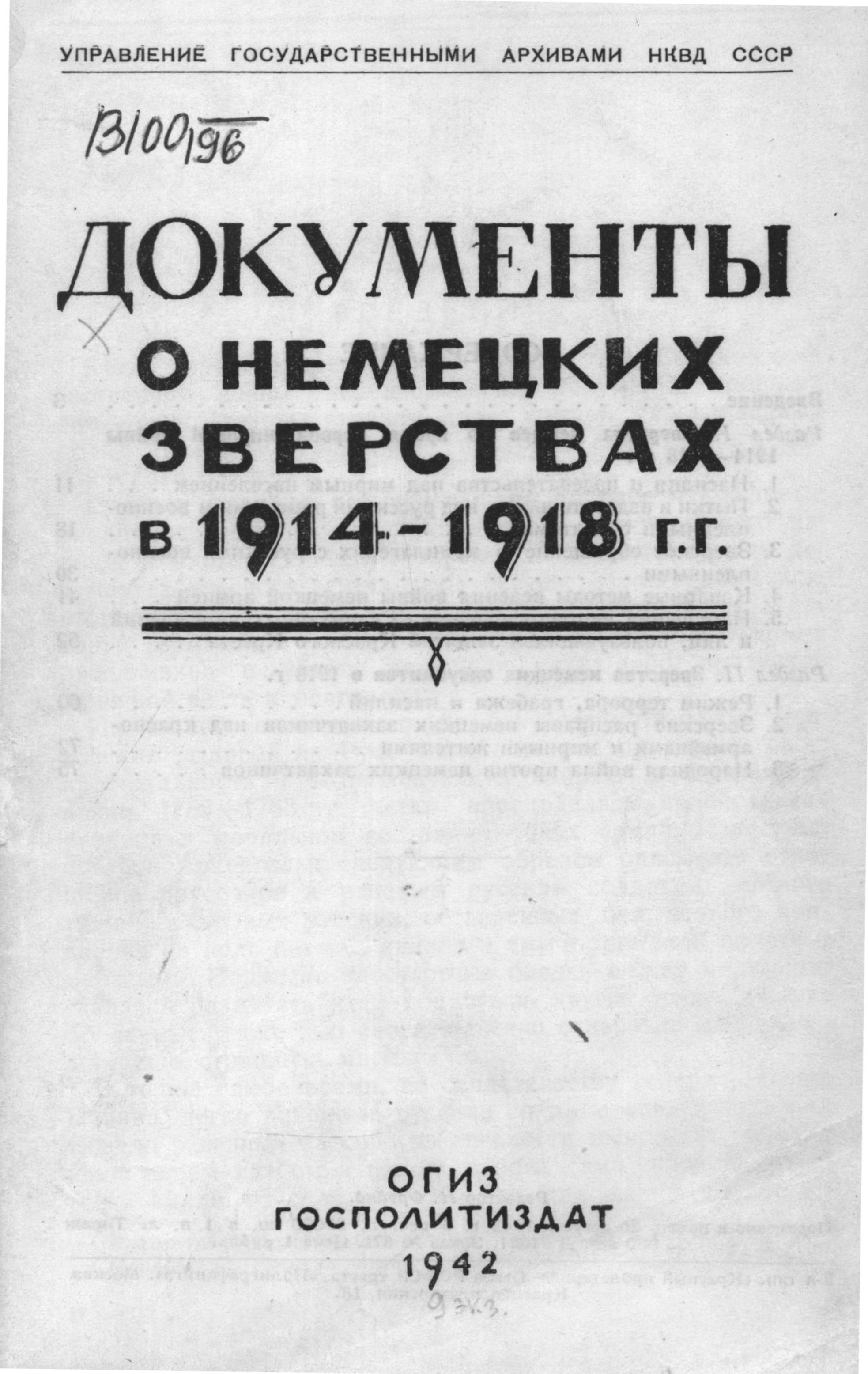
Сборник документах о немецких зверствах Первой мировой войны, в который включены документы Чрезвычайной следственной комиссии. Издан Управлением архивами НКВД СССР в 1942 году

В годы Великой Отечественной войны материалы, собранные Чрезвычайной следственной комиссией, приобрели актуальность. В 1942 году Управление государственными архивами НКВД СССР опубликовало тиражом 35 тысяч экземпляров сборник «Документы о немецких зверствах в 1914—1918 гг.», куда вошли в том числе документы (отчеты, записи показаний свидетелей), собранные Чрезвычайной следственной комиссией. Во введении к сборнику сообщалось о важности публикации этих документов в связи с теми преступлениями, которые немецкие оккупанты совершили на советской земле в 1941—1942 годах:

Когда сейчас, в тревожные и суровые дни Великой Отечественной войны, перелистываешь документы прошлых лет, с пожелтевших страниц встает жуткий, окровавленный облик немецкого солдата — прообраз современного фашистского бандита… Не было такой войны, в которой германская армия не проявила бы себя как армия насильников и убийц, лишенная каких-либо признаков воинской чести и благородства… Зверства немецкой армии как в войне 1914—1918 гг., так и в дни Великой освободительной войны советского народа против фашистской Германии- явления не случайные. Они продиктованы самой сущностью германского империализма, агрессивной и разбойничьей природой его…
В 1944 году советский профессор (и дореволюционный юрист) Арон Трайнин в книге «Уголовная ответственность гитлеровцев» упоминал материалы Чрезвычайной следственной комиссии и дал следующую оценку итогам работы такого рода комиссий Первой мировой войны:

Специальные следственные комиссии, образованные в те годы в Бельгии, Франции Англии, России, расследовали и установили многочисленные случаи убийств, истязаний мирных граждан, военнопленных и раненых, разрушений частных и общественных зданий.